# Bierieżok (rejon totiemski)
Bierieżok (ros. Бережок) – wieś w Rosji, w rejonie totiemskim obwodu wołogodzkiego. W 2010 r. liczyła 16 mieszkańców.